# Sahpau NP
Sahpau NP é uma cidade e uma nagar panchayat no distrito de Hathras, no estado indiano de Uttar Pradesh.

## Demografia
Segundo o censo de 2001, Sahpau NP tinha uma população de 7965 habitantes. Os indivíduos do sexo masculino constituem 54% da população e os do sexo feminino 46%. Sahpau NP tem uma taxa de literacia de 57%, inferior à média nacional de 59.5%: a literacia no sexo masculino é de 69% e no sexo feminino é de 44%. Em Sahpau NP, 17% da população está abaixo dos 6 anos de idade.